# مسجد كروسزينياني
مسجد كروسزينياني: هو مسجد خشبي يقع في قرية كروسزينياني، في محافظة بودلاسكي، بولندا. يعتبر المبنى أقدم مسجد للتتار الليتوانيين في بولندا، بُني على مخطط مستطيل بمواصفات 10 × 13 مترا.

## التاريخ
تم تخصيص قرية كروسزينياني من قبل الملك يوحنا الثالث سوبياسكي للتتار؛ الذين شاركوا إلى جانب الكومنولث البولندي الليتواني في الحرب ضد الدولة العثمانية. بعد أن استقر معظم التتار الليتوانيين في المنطقة، قام التتار ببناء المسجد، الذي ورد ذكره لأول مرة في وثيقة يعود تاريخها إلى 1717. من المرجح أن يكون المسجد الحالي قد بني في النصف الثاني من القرن الثامن عشر أو التاسع عشر، في موقع المسجد السابق. في 1846، خضع المبنى للتجديد، وتوجد معلومات عنه على لوحة حجرية بجانب مدخل النساء.

## أنظر أيضا
- الإسلام في بولندا
- مسجد بوهونيكي، في بولندا
- مسجد رايزياي، ليتوانيا
- مسجد نوفوغرودوك، بيلاروسيا